# F24: Stealth Fighter
F24: Stealth Fighter est un jeu vidéo de combat aérien développé par Skyworks Technologies et édité par Majesco, sorti en 2007 sur Game Boy Advance et Nintendo DS.

## Accueil
- GameSpot : 3,7/10 (DS)[1]
- IGN : 3,5/10 (DS)[2]
- Jeuxvideo.com : 2/20 (DS)[3]